# MIX (漫画)
『MIX』（ミックス）は、あだち充による日本の漫画作品。『ゲッサン』（小学館）にて、2012年6月号から連載中。連載が開始された号は品薄状態となり、増刷されるも追いつかなかった。それを受けて第1話は『ゲッサン』2012年7月号と『週刊少年サンデー』（同社）同年28号に再掲載された。2019年4月時点でのコミックスの累計発行部数は電子版を含め800万部を突破。
舞台は『タッチ』から約30年後の明青学園。すっかり低迷した明青学園の野球部に入部した、同い年の義兄弟である立花投馬・走一郎たちが、上杉達也らを擁した年以来の甲子園出場を目指す。

## 制作背景
「明青学園をもう一度、甲子園に連れて行ってください」との担当編集者からの希望を受け連載が決定。担当はちょうど達也たちの子どもが高校生になっているころだと思い立ち、長年温めていた新連載の案を出した。だがあだちは常々自作の続編は描かないと公言しており、あくまで同じ世界観と舞台の作品を依頼するに留める。再び同じ舞台を描くことに当初あだちは乗り気ではなかったものの、明青学園の校舎のモデルであり自身の母校でもある前橋商業に久しぶりに赴き、時間の変化のようなものが描けるかもしれないと思ったことから、現在の明青学園を舞台とする連載を引き受ける。『MIX』は「古豪復活の物語です」という。
本作であだちは面白いと思える要素を既に手がけたかどうかに囚われずに、現在の感性で描きあげることを目指している。「血の繋がらない兄妹という『みゆき』の要素とか、もういろいろとぶち込んでおきました」とし、『タッチ』以外からも要素の取り入れを明言。タイトルの『MIX』とは過去作の要素のミックスを意味する。当初『タッチ』の続編という意識はなかったといい、「達也と南の『その後』に関してはすごく良いアイデアが浮かんだら描くかも」と言葉を濁している。明青学園の今の世代の話として気楽に始めた連載であり、ファンからの反響の大きさで意識が変わった部分はあるが、『タッチ』のキャラクターの登場も含めて先の展開は未定だという。変に裏切ったりするのは嫌だし想像を刺激する部分は刺激させてあげようという感じとのこと。現在のところ上杉達也と浅倉南は回想のみでの描写であり、最終話後の動向は描かれていない。サブキャラクターに関しては『タッチ』や世界観を同じくする『みゆき』から数名が再び登場し、作中での現状が描かれている。
なお『タッチ』のアニメ版独自の続編は、本作と全く関係がない。アニメスタッフからの要望を受け制作の許可を出したが、“ノー・タッチ”であるため、あだち充は原作でなく原案とクレジットされている。

## あらすじ

### 中等部
明青学園中等部2年生の立花投馬・立花走一郎は同年同月同日に生まれたが、血の繋がらない兄弟である。母を亡くした投馬と父を亡くした走一郎・妹で1年生の立花音美の3人は、7年前に両親の再婚によって義兄弟となったのだ。
野球部に所属する2人は鬱屈した気持ちを抱えていた。野球部に大きな影響力を持つOBの息子である二階堂大輔という3年生が、監督の意向によって優れた能力もないままにエースとして起用され続けていたからだ。甲子園優勝から26年、エース上杉達也の巻き起こした明青旋風の見る影もなく、野球部は高等部も中等部も低迷を続けていた。投馬が投手・走一郎が捕手のバッテリーとして活躍することを夢見ていた2人は、高校は他校に進学することを検討するようになる。
だが、エースの不甲斐なさに憤っていたある日、二階堂が重い病を抱えていたことに気が付く。病院で奇跡的に手術が成功していた二階堂と対面し、死ぬ前に父親にエースとしての自分の活躍を見せるため監督に無理を言っていたという告白を受け、完全ではないにしろわだかまりを解く。そして明青のエースナンバー背番号1を託される。

### 高等部 1年目
明青学園高等部に進学した投馬・走一郎は、新監督として迎えられた大山吾郎、中等部からの内部生である駒耕作や一学年上の今川正、外部生の南郷四郎、大山監督の娘でマネージャーとして途中加入した大山春夏らとともに甲子園を目指す。1年生エース西村拓味とその父西村勇監督の率いる勢南高校、名門復活に取り組み1年生で4番の赤井智仁などの人材を確保した健丈高校（元須見工業高校）、プロ注目の3年生エース三田浩樹を擁する東秀高校など、東東京地区は強豪揃い。
そのさなか2人は大山監督と投馬の父の英介だけでなく、走一郎の実父の澤井圭一も明青学園野球部に所属していたことを知る。圭一は、1年生の東東京大会で負傷し引退したものの、上杉達也卒業後の世代で最も才覚を示した伝説のエースだったのだ。英介が古い納戸にこっそり保管していた背番号1も圭一から譲り受けたものだった。走一郎はエースを争ってみないかと英介や大山監督から提案されていたが、エースにふさわしいのはあくまで投馬だと固辞し、捕手に徹する。
夏の東東京大会初戦の相手は健丈高校。投馬にとって赤井智仁は第一印象の悪い相手だったが、プレーの中で考えを改める。明青が勝利を収めるものの、結果的にこの大会中投馬から打点をあげたのは智仁のみであった。その後も明青は快進撃を続け、準決勝戦で東秀と激突する。投馬は三田浩樹と熾烈な投手戦を繰り広げるが、経験と体力がおよばず惜敗。野球部の復活と投馬の活躍は世間からの大きな注目を集めた。入部希望者が続々と現れる中、中等部時代に監督に反発して部を辞めていた錦研二も戻り、新たな人員とともに野球部は練習を重ねる。

### 高等部 2年目
翌年、明青学園高等部に音美とピッチャー志望の夏野一番、三田浩樹の妹の三田亜里沙、赤井智仁の弟の赤井遼が入学する。投馬は智仁から自分たちも血の繋がらない兄弟であること、過去のトラブルにより兄弟仲がうまく行っていないこと、自分に対するコンプレックスから辞めてしまったが弟は元々野球好きで才能もあると考えていることなどを打ち明けられる。そして、おれを悪者にしてあいつをくどけと頼まれ、承諾。夏野や遼ら新入部員を迎えてこの年の野球部が始動する。
エースの投馬と走一郎どのバッテリーを中心に東東京大会を順調に勝ち進み、準決勝ではエース西村拓味の勢南高校を2-1で下し、決勝進出を決める。しかし投馬の父、立花英介が準決勝を観戦中にトイレで心筋梗塞を発症して病死。そのことから投げられないとした走一郎の判断で決勝戦の健丈戦では夏野が登板するも3-1で敗北し甲子園出場はできず、投馬達には不完全燃焼のまま2年目の夏は終わる。
秋大会は投馬が初戦をノーヒットノーランをするも試合の後に骨折してしまうが、逆にチーム内の結束を固め、2番手夏野と急造投手の走一郎の投手陣で西東京の強豪相手に奮戦していく。

## 登場人物
声の項はテレビアニメ版の声優。

### 主要人物
立花 投馬（たちばな とうま）
声 - 梶裕貴
本作の主人公。明青高2年生。野球部では投手を務める。右投げ右打ち。
中学時代は野球部監督の方針や二階堂の存在により、2年の夏まで三塁手だった。そのため高校は明青学園以外に進学することを考えたこともある。二階堂がグラウンドにいない時には走一郎とともに投球練習をしていたことから、実力は部内では誰からも認められている。高等部では先輩部員達からの後押しもあり、一年生ながらエースに抜擢。元々女子人気は高い方だったが東秀との練習試合以降急上昇している。
観察力と吸収力が高く、他の投手のフォームの利点を取り入れることに長けている。特に走一郎のフォームは長年一緒に練習を重ねたことからよく参考にしている。上杉達也の試合の映像も幼いころから幾度も見返していた。東秀の三田には対戦中に自分のフォームを取り入れることのできるほどのセンスを深く感心される。父・英介は万年控え投手であった自分に似なかったことを喜んでいる。ソフトボールで全国大会準優勝投手だった実母の才能を受け継いだのだろうとのこと。
小学4年生の時は走一郎よりもピッチャーとしての実力が下だった。だが走一郎と切磋琢磨し、音美の応援に応えていく中で、実力を伸ばして追い抜いた。現在も音美の応援が投馬の一番の活力となっている。
高1の夏の東東京大会では、三光学院相手に上杉達也以来のノーヒットノーランを達成し、注目を集める。また、海旺西との試合では温存のために左翼手を務めた。準決勝で東秀の三田との激しい投手戦の末、自分のエラーで延長で敗れる。球速は一年夏の準決勝で148キロ、二年夏の準決勝で158キロを記録した。持ち球はスライダー、チェンジアップ。打撃もセンスがあり、レフトとして出場することも多い。実はチーム1の俊足。
負けん気があり、他人に口で喧嘩を売ることも多いが、深追いはしないタイプ。実母を失ったこともあって家族思い。義兄の走一郎とは昔よく大喧嘩していたが遠慮なく本音を言える相手でもある。バッテリーとしての信頼を積み重ねた現在では、「日本一だよ！兄弟としても、バッテリーとしても――」と義妹の音美から断言されるほど。音美のことも妹としてとても大切にしているが、成長し女性らしさを増す姿に複雑な思いが芽生えつつある。
この時代になっても携帯電話を持っていない。
同作者の多くの連載漫画の主人公と共通する顔立ちをしている。作者の漫画は作品をまたいで同じ顔のキャラクターが登場することで知られており、作者は「あだち一座」「あだち劇団」というスターシステムに近い形式をとっているとしばしば自虐的に述べている。この点は多くの作品でメタギャグのネタとして扱われ、本作では明青の新エースとしてポスト上杉達也を期待される投馬が面影を重ねられる形で言及される。
唯一の肉親であった父親の英介が病死したことにより、家族内での血の繋がりのない人物は投馬だけとなった。
立花 走一郎（たちばな そういちろう）
声 - 内田雄馬
本作のもう一人の主人公。明青高2年生。野球部では主に3番、正捕手を務める。右投げ左打ち。
投馬の義理の兄で、音美の実兄。投馬とは両親の連れ子同士の再婚による義理の兄弟であり、血の繋がりはないが生年月日は偶然にも同じ。病院での出産記録上は投馬より10分先に産まれたため兄となる。
強打で俊足、強肩でリードも巧みで捕手としての己に自信を持っている。投手としての実力は今でも健在だが、練習試合ではスタミナ不足で終盤ではへばっていた。打順は3番。
中学の時には他の高校のスカウトからも注目されていた。小学生時代は投馬とエース争いをしていたが、中学に入る際にどちらが投手をやるかでジャンケンをして負け、捕手に転向した経緯がある。このことがきっかけのひとつとなり、強運をはじめとするエースに必要な何かを投馬は持っているという思いを強める。実父の澤井圭一が伝説のエースだったことを知った後、圭一を知る大山監督から「もう一度エースを目指してみるか？」と問いかけられた際も「なめてませんか？投馬を。」と否定し、エースとしての投馬を信じていることを示した。投馬との関係は男兄弟らしく適度にさばけている一方で、音美に対しては過保護な所があり、シスターコンプレックス気味。
エースとしての資質の差に嫉妬を抑えきれなくなり、投馬にきつくあたってしまうことがあった。走一郎がリリーフした紅白戦で投馬に敗れ、さらに実父の甲子園に掛けた思いを再確認する中で、ひとまず矛を収めた。この紅白戦で春夏と今川から投手としても大したものだが捕手としては日本一かもしれないという評価を受ける。
頭の回転が早く、三兄妹で長兄の立場にあることもあって、比較的他人の行動を読むのが上手い。そのため試合などでは「やな奴」と評されることが多い。
容姿・運動・勉強と優秀で多くの女子生徒にモテており、中学生時代は大人数と頻繁にデートをしていた。だが高等部野球部の新監督大山の娘である春夏と出会って惚れ込み、浮ついた遊びを控えるようになる。春夏とはともに野球に打ち込む者同士議論を交わすことが多く、時につれなくあしらわれる場面もあったが、結果的に一定の信頼は得られたようである。
立花 音美（たちばな おとみ）
声 - 内田真礼
本作のヒロイン。明青高1年生。吹奏楽部に所属しフルートを担当している。
走一郎の実妹で、投馬の義理の妹にあたる。若干天然ボケな部分はあるが素直で明るい性格。元々は人見知りな性格であったが、投馬と兄弟の仲を深めるうちに克服した。可愛らしい容姿ゆえに近寄ってくる男子生徒が多い。中2、中3でミス明青に輝いている。
実父・澤井圭一の記憶はほとんど無く、一緒に甲子園のテレビ中継を見たことが数少ない思い出。その時に澤井圭一は真剣な顔の音美に「連れて行ってくれるよ、きっと…　おまえのお兄ちゃんがな。」と語ったという。ただし音美の興味が向いていたのは高校野球よりもブラバンの音楽のほうとのこと。
投手の実力では走一郎のほうが勝っていた小学生の時から、投馬のすごさを信じて応援し続けてきた。現在も野球の応援では投馬をひいきしている。
アイドルに向けるような好意に慣れている反面、自分絡みの恋愛感情に疎い。赤井遼から真剣に思いを告げられても「ふつうの女子ならドキッと来るとこなんだよね。　…きっと。」と返すことしかできなかった。遼と親しくはしており周囲からいい関係だと見られることもあるが、友達として気安く付き合えても男としては眼中にないだけでもある。
三田亜里沙には対抗心を燃やされ度々突っかかられているものの、嫌ってはいない。むしろ高飛車さとは裏腹な向上心を気に入ってもいて、一方的にライバル視される点まで含めて交流は多い。
「血の繋がりのない妹」という設定は『みゆき』の若松みゆきと類似している。
大山 春夏（おおやま はるか）
声 - 花澤香菜
本作のもう一人のヒロイン。高等部2年生。マネージャー。
大山吾郎の娘。父親から観察力を買われており、敵チームの偵察も行う。野球のこととなると後先考えずに突っ走るところがある。野球部の頭脳役同士、性格の違う走一郎と口論になることが多い。だが信頼し合う部分が増えていき、自分の生まれる前に亡くなった兄がいることを打ち明けてもいる。
野球部から距離を置くよう父に言われ新体操部に所属していたが、三光学院への偵察中に左腕を負傷し、復帰するまでという条件でマネージャー就任を許可される。2年生では意図的に新体操部の新入生勧誘を疎かにして休部を招き、正式に野球部のマネージャーとなる。アイドル顔負けの美人マネージャーとしてネットで評判。
父の教え子である南郷とは親しく、彼を「ナンちゃん」と呼んでいる。
3歳の時に投馬と彼の母の葬式で出会い、サイダーを浴びせて泣かせてしまっていた。それを投馬は忘れていたが春夏はよく覚えており、以来幾度も懐かしんでいた。2人の関係を尋ねた勢南高校野球部の監督に対して「投馬の幼なじみ」と名乗り、投馬を当惑させる。大山監督の軽口によれば投馬は春夏の初恋の男かもしれないという。
忙しい時間帯にラーメン屋「ドラゴン」でアルバイトしていた。
母親は月影渚というペンネームで小説家をしており、執筆のために別居中。
投馬と同じく携帯を持っていない。
主人公と幼いころに面識があった（幼なじみ）という要素は、『タッチ』の浅倉南や『H2』の雨宮ひかりなど、同作者の多くの作品の主要女性キャラクターと設定が共通している。また「新体操部兼野球部のマネージャー」という点は『タッチ』の浅倉南、「『はるか』という名前の野球部マネージャー」である点は『H2』の古賀春華と類似している。

### 明青学園
『タッチ』からの登場で、主人公上杉達也らの母校。学校は高等部と中等部とが併設されており、同じ敷地に位置する。校舎は十数年前に大規模な改修工事をした。ほとんどの生徒は自転車、バス通い。高等部の野球部はかつて一度だけ甲子園に出場して優勝したこともあるが低迷を続けていた。（正確には優勝後は2年連続で初戦敗退、その1年後の立花英介達の代は澤井圭一の活躍でベスト8まで行くもまた低迷し、投馬1年生時には20年連続3回戦以内敗退）優勝した第68回全国高等学校野球選手権大会優勝皿と当時の新聞は共にトロフィー入れのガラスケースの中に飾られている。
中等部野球部も東京都大会の本選出場がここ20年間なかった。二階堂達の代で出場したが一回戦負け。投馬達の代ではエースの投馬が指をドアに挟んだため早々に敗退。
高等部野球部は新監督の大山監督と采配と立花兄弟の活躍で投馬1年夏はベスト8の中でダントツの打率と最多エラー数ながら東東京準決勝まで進んだもの延長15回の末、三田擁する東秀に完封で破れベスト4。秋は投馬が調子を落とし早々に敗退。2年目の夏は2番手夏野の登場で投馬も休み休みで投げれるようになり、野手陣も強くなり勢いよく決勝進出。しかし前日に投馬の父英介が死去したことで投馬の心境を大山監督が考慮して夏野を起用したが、健丈に3-1で破れ準優勝。秋は都大会に出場。投馬が調子を戻すも本戦中に利き腕の指を骨折してしまった。
立花家は高等部の正門近くの立地。近くの神社、商店街などに明青OB・OGは多い。

#### 高等部野球部
今川 正（いまがわ ただし）
声 - 金光宣明
高等部3年生。ポジションは一塁手。右投げ右打ち。背番号3。
中等部野球部では2年から4番を打ち、3年生では主将を務め、現在は高等部でも2年から4番を打ち、3年で主将を務める。
長打力はあるものの選手としての目立った活躍は少なく、足も遅いが、人柄が温厚で同級生や下級生から信頼されている。ただし、上級生からデブ呼ばわりされた際には激怒した。
二階堂とは小学校以来の友人で、昔は二階堂が投手・今川が捕手のバッテリーを組んでいた。二階堂が横暴なエースとして振る舞うようになり距離を置いていた際も、自分は親友だと信じていると語る。二階堂が病を隠していたことを知った後には関係を修復し、現在も親友付き合いは続く。走一郎が入るまで正捕手で、打撃をいかすために一塁手にコンパートした。
中等部時代に退部した錦が黒柳監督を殴った場面を目撃したことと、彼が付き合っていた不良グループからリンチを受けて出来た傷を喧嘩で出来たと誤解したことから、彼の入部届を拒んだ。だが、周囲の意見によって誤解に気付き、二階堂に不良グループの牽制の協力を頼んで、錦を自ら迎え入れる。最後の夏大会では準々決勝にスリーラン、準決勝では西村から決勝打となる2点タイムリー(足が遅くて二塁でタッチアウト)を放つ活躍を見せた。引退後は二階堂に甲子園に行けなかったことを謝っていた。
飛べば当たるが鈍足、クリーンナップ、見た目などの点は『クロスゲーム』の中西と似ている。
夏野 一番（なつの いちばん）
声 - 小林大紀
高等部1年生。2番手投手。背番号10。右投げ右打ち。
投手としての能力に自信があり中等部野球部入部時にも投手志望をアピールする。しかし監督から外野に回るよう指示されて反発した。監督が交代した3年生ではエースで4番。キレのあるストレートと低めに制球できればそう打たれない変化球を持つが、コントロールがやや不安定。
名前の通りに夏の甲子園でエースとして活躍するのが目標。音美に度々恋心をアピールし、他の男子や嫉妬する女子からも守ろうとしているが、さほど関心を持たれていない。だが、野球に対する真剣な姿勢は音美や赤井遼にも評価されている。高等部では監督から赤井が入部する前は1年で唯一期待できるとされており、野球部の練習試合では海旺西戦や健丈戦で投手として投げるが、四球などで点を取られている。夏大会は2番手投手。決勝戦では投馬の代わりに登板。2桁安打されても3失点にまとめたが敗戦投手に。秋は調子を落としている。投馬骨折後には小学生の頃は1番手投手の球を唯一捕れていたことで2番手兼捕手であった経験から、走一郎がピッチャー時に捕手を務めた。
作中の立ち位置としては『H2』の木根などの流れを汲むお調子者のキャラクターだが、最初から練習熱心で男気を見せる部分もある。中等部での練習で自らのフォームを投馬のものに近づけた。
駒 耕作（こま こうさく）
声 - 金野潤
高等部2年生。ポジションは右翼手、新チームでは一塁手にコンパート。右投げ右打ち。
高身長と細長い顔が特徴。お調子者気質。立花兄弟とは小学生から付き合いがあり、投馬の気のおけない友人。音美に気のある男子のひとり。歯に衣着せぬ物言いで監督への不満もすぐ口に出してしまい、南郷の怒りを買うことが多い。投馬や南郷とはじゃれ合いの範疇でよく喧嘩している。
打者としては振り回すため打率は高くないものの1年の頃からスイングが鋭く当たれば飛ぶ。守備はフライを取るのが苦手な場面が多く、2年になっても準々決勝でエラーして点を与えてしまっている。
準決勝の東秀戦で振り回しているところにたまたま当たり、三田から2回目となるヒットを打った。
2年目の秋から5番ファーストでクリーンナップになるが、運がなく打率は2割台。しかし徐々に調子を上げている。
両親は医者と弁護士の共働きで家族は野球をやっていることにに興味がなく、やっていることを知らないかもしれないとのこと。中等部2年生の頃に小学校に入学した年の離れた妹がいる。
南郷 四郎（なんごう しろう）
声 - 最上嗣生
高等部2年生。ポジションは三塁手。
九州出身で、中学生の時から大山監督を慕っており、高等部より明青学園に加わる。野球名門校からの誘いを断り大山監督についてきたと言うが、投馬たちからは春夏に惚れてることも理由だろうと見られている。春夏に近づこうとする男子生徒たちに睨みを利かせ、特に走一郎を威嚇することが多い。無口で威圧感があるが、虫は全般的に苦手でみると叫ぶ。兄弟が多い。現在は埼玉の親戚の家に住んでいる。
駒同様に打率は低いがホームランも打てる強打者。守備も不安定だが、不意を突くセーフティバントなどの頭を使うプレーもそれなりにこなせている。1年で神宮でホームランを打った。しかしチーム1の鈍足。2年の夏から三番、秋から四番を打つ。
錦 研二（にしき けんじ）
声 - 福西勝也
高等部2年生。ポジションは遊撃手。
立花兄弟のファンを自認。無口で暗い印象があり、誤解されやすい。中等部から野球部に所属していたが、投馬をマウンドに上げるよう再三頼んでも聞かなかった黒柳監督を殴ってしまい、野球部を去った。その後は不良グループと付き合いを持つが、高等部1年の時に投馬の活躍を知り、野球部への復帰を希望する。一旦は普段の素行と退部の経緯から今川に断られてしまうが、二階堂の計らいと最後まで野球部への入部を諦めなかった思いが今川に通じ、復帰を果たした。
守備のセンスはあるが、打撃力は今ひとつなため主にバントといったつなぎ役。打順は8番、秋から2番。
研二という名だが、一人っ子。
赤井 遼（あかい りょう）
声 - 西山宏太朗
高等部1年生。ポジションは中堅手。右投げ右打ち。
赤井智仁の弟。立花家と同じく赤井家も子連れ同士で再婚したため、兄弟の血は繋がっていない。音美・夏野・三田亜里沙のクラスメイト。
勉強もスポーツも出来て人当たりのいい優しい人物。音美に片思いをしており、好意を伝えたものの気のある返事は返ってこなかった。亜里沙からアプローチを掛けられているが応じる素振りはない。夏野からは「面白味には欠けるが、女を見る目はある」と評される。
中等部ではサッカー部に所属し、3年生でキャプテンを務める。実は幼いころは野球が好きだったが、兄が不注意で飼い犬を事故に遭わせてしまったことから関係が悪化し、どうやっても兄には敵わない野球から遠ざかっていた。しかし、音美や夏野と仲良くなり、野球を観戦する機会が増えたこと、自分に才能がないわけではないと気付いたこと、裏で智仁に頼まれた投馬たちから勧誘を受けたことなどにより、高等部では野球部に入部した。経験は乏しいものの走力と肩力を評価され、1年生ながらレギュラーとしてポジション中堅手で打順1番を任せられた。
大山 吾郎（おおやま ごろう）
声 - 楠大典
高等部監督。
投馬らが高等部へ進級するのと同時期に九州から引っ越してきて野球部監督に就任する。明青学園のOBであり、英介とは同学年にあたる。当時はキャプテンで捕手を務めており、走一郎と音美の実父の圭一とバッテリーを組んでいた。おおらかだが厚かましいところがあり、友人である英介にお金を借りたり、家に押しかけて食事やビールをたかったりすることもしばしば。各地で野球部のコーチをしてきたが、監督には母校の明青でしか就く気がなく、監督としての誘いは断っていたという。ただ娘いわく弱いチームを普通にしただけらしく、部員からもほぼ友達扱いだった。
妻は月影渚というペンネームの売れっ子小説家で、執筆に集中するために別居している。男としてのプライドのためか、妻の収入を当てにはしたくない様子。
武下（たけした）
声 - 橋本晃太朗、折原秋良（第1期第16話）
投馬が一年時の三年生。投手。右投げ右打ち。背番号10。
大山監督は当初武下、高岡、野島の継投策で夏大会に挑もうとしていたが当の本人たちは投馬が入部したのでエースを譲ろうとしていた。投手としての実力はかなり微妙。いつもは苦虫を噛み潰したように投げており、立ち上がりも悪い。有名人に弱く、東秀戦では1回4失点の結果。準々決勝では先発し、4回2失点。海旺西はそれまで速球の投手を打ち崩してきたので最初は打ちあぐねていた。準決勝では9番レフトでスタメン。サヨナラの時は投馬の暴投球を追っていた。
高岡（たかおか）
声 - 岡野友佑
投馬が一年時の三年生。投手。右投げ右打ち。サイドスロー。背番号11。
投馬達が入部したので内野に移ろうとしていた。イニングをまたぐと別人になる。一回戦ではサードで先発し途中交代、準々決勝では5回からリリーフし、3失点で7回途中で交代。
野島（のじま）
声 - 木村隼人
投馬が一年時の三年生。投手。左投げ。背番号12。
投馬達が入部したので外野に移ろうとしていた。準々決勝は7回から途中交代し9回まで投げて1失点。9回裏時に武下、高岡と一緒にベンチで投馬達にこんな試合で投げさせてもらってるのにふがいない先輩だと謝っていたが、走一郎からは「ここまで平均7点の強力打線の海旺西を抑えたことに胸を張ってください」と言われた。
平尾（ひらお）
声 - 岡野友祐
投馬が一年時の三年生。遊撃手。右投げ左打ち。
1番打者だが守備打撃共々やらかす場面が多い。アニメでは健丈戦でマウンド上で投馬の言動に声を荒げた今川をたしなめたり、準々決勝で失点した高岡に声をかけていた。
尾木 豊（おぎ ゆたか）
声 - 鵜澤正太郎
投馬が一年時の三年生。中堅手。右投げ左打ち。背番号8。
健丈戦では5番、その後は6番、7番を務める。ごつい顔にくらべそこそこ足がある。健丈戦では喜多にタイミングがあわず大山監督から打順を間違えたかと言われたが、8回2死のチャンスで放ったどん詰まりの打球をライトの轟が後逸し、結果的に逆転打を放った。
甲本 茂（こうもと しげる）
声 - 宮城一貴
投馬が一年時の三年生。右翼手。
フライを取るのが上手い。駒がライトにはいったので控えに。
室谷 健次郎（むろたに けんじろう）
声 - 橋本晃太朗
高等部3年生。二塁手。右投げ右打ち。背番号4。
堅実な守備とチーム1上手いバントが売り。中等部の頃は6番打者、高等部では2年の頃から2番打者。
東秀戦では2死から不意を突くセーフティをし、サードのエラーを招いて出塁した。
森下 仁（もりした じん）
高等部3年生。左翼手。左打ち。
2年目の夏大会のレフトのレギュラー。打順は9番。
今泉 大智（いまいずみ だいち）
高等部3年生。外野手。右打ち。
小倉 秀二（おぐら しゅうじ）
高等部3年生。外野手。右打ち。
田辺 昭（たなべ あきら）
高等部3年生。二塁手。右投げ右打ち。
野々村 始（ののむら はじめ）
高等部3年生。捕手。右投げ右打ち。
控えの捕手。投馬の実力を半分も引き出せない。練習試合では投馬とバッテリーをくむも本気の球どころか普通の球も取れずにいたが、最後に捕り走一郎を三振にし、喜んでいた。
宮坂 哲也（みやさか てつや）
高等部3年生。外野手。右打ち。
中等部のときに親の上下関係をゆすられ、二階堂にこき使われていた。
彦坂 賢太（ひこさか けんた）
二塁手。2年生。右投げ。
新チームのレギュラー。打順は7番。
牧 信一（まき しんいち）
左翼手。1年生。右投げ。
新チームのレギュラー。打順は8番。
小学校時代は夏野と同じチームだった。かつて夏野が小学生チームの2番手投手であり、捕手でもあったことを監督に教えた。
米山 友介（よねやま ゆうすけ）
右翼手。2年生。右投げ。
新チームのレギュラー。打順は9番。
鈴木 三太郎（すずき さんたろう）
捕手。1年生。走一郎のファンの妹の為に初心者ながら捕手を始めた。
古城（こじょう）
外野手。1年生。右打ち。

#### 生徒・教師
二階堂 大輔（にかいどう だいすけ）
声 - 安元洋貴
高等部3年生。元投手。左投げ。
中等部時代は野球部で1年の秋からエース投手だったが能力は高くなく、他の部員たちからの評価も低かった。いつも他の部員たちよりも早く練習を切り上げる、練習試合であっても一時間経過したら帰ってしまう、試合ではスタミナ切れで打たれる、と選手として問題のある行動が多い。ただし、そのような状態でも走一郎のリードには従い、最後まで黙々と投げ抜くなどプライドは持っていた。
実は心臓病を抱えており、監督の協力の下でそれを隠して無理をしながら部活動を続けていた。手術の成功は絶望的であり、少しでも多くの活躍を父（声 - 松本大）に見せることが唯一の親孝行だと考えたのだという。奇跡的に生還した後、事情を知った立花兄弟と｢互いに謝らない｣という条件で折り合いをつける。幼馴染の今川とも関係が修復され、偶然夏野とともに仮病で夏季大会初戦を観戦した際に試合での今川を疑問視されて「あいつの悪口は許さねえぞ。」と注意するほど。自分が原因で野球部を離れることになった錦にも気にかけており、不良仲間と手が切れずに暴力を受ける彼を助け、野球部復帰の手助けをした。成し遂げたい目的のためなら手段を選ばずに家の権力なども利用する。
命はとりとめたが激しい運動は医師から禁じられ、野球部として活動することはできない。
父の耕三は一人息子の大輔を溺愛している。会社社長、OB会長でもあり、野球部に多額の寄付をしている。外見で敵を作ることが多いが、まっすぐな性格の好人物。大輔が高校3年生になった直後に病没する。
三田 亜里沙（みた ありさ）
声 - 伊瀬茉莉也
高等部1年生。
三田浩樹の妹で美少女。同じ学年の赤井遼に好意を抱いている。そのため赤井と同じクラス委員でありミス明青にもなった音美に対抗心を燃やす（自身はミス明青2位）。野球には全く興味がなかったが、兄の名声を利用して自分の株を上げようとするなど、彼と違って軽薄な性格の持ち主。だが、自身の意地のため、勉強や水泳で努力することが出来る根性は持っている。
兄の才能に夢中な両親から彼の足を引っ張るなと執拗に釘を刺されており、幼いころから仲が良い兄妹だったが、現在は素直に兄の活躍を喜べない部分がある。だが、甲子園まで兄を応援に行き、東秀が敗北した際には涙を流していた。音美からは向上心の強さや人柄を認められている。
ヨシコ（よしこ）
高等部1年生。
立花音美の友人でよく一緒にいる事が多い。ポニーテール。吹奏楽部。
千本木 豊（せんぼんぎ ゆたか）
声 - 水島裕
高等部教師。
投馬たちが2年生の年に4月より明青学園高等部に転任。顧問が産休中だった吹奏楽部の代理顧問となる。6月に吹奏楽部顧問が復帰し、現在は美術部の代理顧問。ノンビリしており部活中も寝てばかりだが、吹奏楽部での指導は回数は少ないなりに的確だった。
澤井圭一と接触して右腕をスパイクしてしまった人物。栄新高の1年生の時は野球部員であり、チーム一の俊足を買われて代打で出場していた。澤井圭一の選手生命を奪ったことで走塁においてイップスに陥るが、スポーツを諦めずに陸上短距離へ転向。2年生でインターハイ出場、3年生で全国優勝し、澤井圭一からも喜ばれた。事故の経緯を走一郎に告白した際も、野球の選手生命を奪われたのは2人も同じだとなだめられる。

#### 元関係者
黒柳（くろやなぎ）
声 - 伊藤和晃
元中等部野球部監督。二階堂の父とは中学高校以来の付き合いがある。二階堂の父に気を遣って息子を重用し、他の投手をぞんざいに扱っているかのような態度から部員に嫌われていた。だが、二階堂の代が引退すると言い訳をせずにチームを離れる。ただ、何の説明もしなかったことは退部者の続発を招き、立花兄弟の3年生での活動に苦労をかけることにもなってしまった。
性根が悪い人間ではないが、指導者として内外共に評判が悪く、中等部の野球部にとってマイナスな結果ばかりを残している。二階堂とは気持ちの折り合いをつけた投馬も錦の事情を聞いた際に「（監督は）自分が殴れば良かった」と、決して良い感情を抱いてない様子を見せた。監督を辞めた後は妻の実家である北海道の牧場を手伝っている。二階堂父の葬式の際に一度明青学園を訪れた。
上杉 達也（うえすぎ たつや）
連載開始時点の26年前、明青学園を甲子園優勝に導き、明青旋風を巻き起こしたエース。立花英介の3学年上の先輩。今なお明青学園の内外を問わずファンが多い。「頭の悪い」ストレートが武器。
『タッチ』の主人公。本作では現在のところ回想のみの描写で、『タッチ』の最終話以降の動向は描かれていない。顔はほとんど描かれておらず（本編内のビデオ映像や2年夏の勢南戦の最後を思い出していた西村監督の回想でのみ描かれていた）、後ろ姿などが描かれてる場面が多く、優勝時に後ろ向きでガッツポーズした写真が掲載された新聞と優勝皿が校舎内に掲示されている。
高等部1年時に、双子の弟で明青の絶対的エースだった上杉 和也（うえすぎ かずや）を交通事故で亡くし、その夢を受け継いで、明青のエースになった。
初期の「あだち劇団」の代表例のキャラクターであり、『陽あたり良好!』の高杉勇作や本作にも要素がミックスされている『みゆき』の若松真人とは、髪型も含めて全く同じ外見。描き分けていないため作者自身も区別は不可能である。　
浅倉 南（あさくら みなみ）
『タッチ』のヒロイン。かつて新体操部で鳥取でインターハイ全国優勝を果たしており、そのトロフィーは甲子園優勝皿の隣に飾られている。家業の喫茶店の「南風」は今は駐車場になっている。
高校時代に、西村監督に好意を持たれていた。
松平 孝太郎（まつだいら こうたろう）
明青学園元野球部。『タッチ』からの登場。
捕手。優勝時のキャプテン。
甲子園決勝のビデオに登場。先制点をあげ、ドスコイポーズを決めた場面が写されていた。原田からは名前だけを覚えられておりプールのバイトの時に名前を使われていた。
広瀬 幸男（ひろせ ゆきお）
久保田 高志（くぼた たかし）
長尾 光記（ながお こうき）
中嶋 信吾（なかじま しんご）
丸山 一夫（まるやま かずお）
工藤 眞民（くどう まさたみ）
池田 孝行（いけだ たかゆき）
明青学園優勝のレギュラー。優勝皿等で名前が書かれている。現在の所在は不明。
西尾 茂則（にしお しげのり）
明青学園元監督。『タッチ』からの登場。
立花英介の回想に登場。優勝から3年後も監督をやっており、超高校生級の澤井が入部したので澤井に背番号1を譲り、英介に背番号11と12のどちらがいいか聞いた。
小保方（おぼかた）
明青学園元野球部。投手。
名前のみ登場。立花英介の代の1番手投手だったが、フォームを崩して春までに戻らなかったため、澤村圭一が入部するまで英介は棚からぼた餅のエースナンバーを貰うチャンスだと思っていた。
坂田（さかた）
明青学園元生徒。『タッチ』からの登場。
上杉達也の友人。甲子園優勝のビデオに登場。決勝を観戦しに来ており優勝の場面ではメガホンを持ってスタンドで喜んでいた場面が写され、その後ろには原田も写されていた。
佐々木（ささき）
声 - 石田彰
明青学園OB。元野球部で上杉達也の2つ下。今ではメガネを掛けた笑顔が特徴の初老の男性であり、娘がいる。原田のことを知っており、1回目に声掛けした際は別の人物が反応したため原田に勘違いされたが、夏の準決勝第一試合後に再び会い、原田が名前を思い出すきっかけとなった。

### 勢南高校
投馬中学三年時の春の選抜代表の東東京の強豪校。しかし監督のマスコミ嫌いと、大衆受けしにくいエース西村のせいで不当な評価をされている。1年時の夏の都大会は2-3で準優勝（ただし、エース三田は9回を投げただけ）。2年時の東東京大会も順調に立ち上がり準決勝で明青と対戦。投手戦になるが1-2で敗退しベスト4。
西村 拓味（にしむら たくみ）
声 - 奈良徹
2年生で投馬らとは同学年。投手。右投げ右打ち。背番号1。
西村勇の息子で、高校のころの父と瓜二つ。母親は、父の幼馴染でもある元勢南高校野球部マネージャーの鈴子（声 - 小宮和枝）。水神中学校では2年生からエースで4番。高校でも1年生からエースで5番。速いストレートと、親譲りの一級品のカーブ、高速スライダーを持つ。
立花兄弟の能力を高く評価しており、立花兄弟からも中学生の時は捕手に恵まれず、走一郎に自分のバッテリーの相方となって同じ高校に進学するよう誘いをかけるが断られた。その際に音美に一目惚れし、積極的にアプローチしており、自宅に音美の写真を飾ってる。
水上中時代に明青中と戦い勝利。高校2年時に明青と再戦。151キロを出すなど投馬との投げ合いを演じ、終盤投馬から気の抜けた球をライトポールに当てチームで唯一のヒットかつホームランで打点を上げるも敗戦投手に。試合後は泣く3年生を横目に「泣いていいのは3年生だけ」とし、来年のために喜ぶ明青選手を目に焼きつけていた。
西村 勇（にしむら いさみ）
声 - 中尾隆聖
西村拓味の父親。勢南高校野球部の監督。野球部員として同校に在籍していた当時は、エースで4番打者。右投右打、変化の大きいカーブと質の良いストレートを持つ投手だった。
お調子者だった学生時代の性格は鳴りを顰め、眼鏡をかけて髭を生やし半目になり、落ち着きのある人柄になっている。音美に惚れてアプローチをする息子に、浅倉南に恋をしていた頃の自分を重ねている。しつこく絡まれた原田のことは今でも夢に出てくるほど恐れていたが記憶喪失と知るやいなや、かつてのお調子者な発言で話しかけた。
『タッチ』からの登場人物で、同作では上杉達也のライバルの1人として登場する。投馬のフォームが上杉達也と同じなことに驚いていた。明青との試合は監督になってから一度も負けたことがなかったらしく、久々の対決には喜んでいた。
田所（たどころ）
捕手。打順は4番。右投右打。3年生。
よく物事を相撲に例え西村から突っ込まれている。
三矢（さんや）
二塁手。打順は1番。右投右打。
滝（たき）
左翼手。打順は2番。右投左打。
花岡（はなおか）
一塁手。打順は3番。左投両打。
大河内（おおこうち）
三塁手。打順は6番。右投左打。
井出（いで）
遊撃手。打順は7番。右投。
秋の新チームでもレギュラーを務める。
八田（はった）
中堅手。打順は8番。右投。
山東（さんとう）
右翼手。打順は9番。右投。

### 三光学院
『タッチ』にも登場。2回の甲子園出場含め、毎年安定した成績を残す伝統校。2回戦の明青の対戦高校。攻撃力の高いチームを良く作るチームで、ここ数年で1番の評判だったが、投馬の四死球とエラーの出塁のみでヒットが出ず、ノーヒットノーランを食らった。
江古田（えこた）
声 - 菅原淳一
三光学院を30年以上率いているベテラン監督。年齢なのかかなりふらふらしており、記録員の名前も間違えている。
『タッチ』からの登場(当時のクレジットは三光監督)。準々決勝で西村勇擁する勢南高校を負かしたことで、準決勝で対戦した明青学園を侮っていた(この時西村は小学生の頃から変化球を投げ続けたツケで肘を負傷していた)。その結果ノーヒットノーランを食らってしまい準決勝敗退となった。本作ではそのことを忘れていたが、最後に投馬と上杉達也の残像が重なり思いだした。
近藤（こんどう）
声 - 橋本晃太朗
記録員。江古田に名前を間違えられていた。ノーヒットなことにのんきな江古田に冷や汗をかき、思いだし大声を出した江古田に「思い出しました？」と言った。

### 海旺西高校
東東京の強豪。1年目夏の準々決勝で明青と対戦。ただしベスト4になったことは無く、大山監督からは中途半端な強豪と言われている。打撃力が高く夏大会の打点は平均7点。140キロ代の投手を打ち崩してきたので序盤は武下の遅い球を打ちあぐねていたが球に慣れ明青3年生投手3人からどんどん点をいれていき9回表で6-3とリード。しかし9回裏にエースの塚本が足をつってしまい、そこから4点返され6-7xで悪夢の逆転サヨナラ負けを喫した。
監督
本名不明。細目で無口。
辛島（からしま）
投手。背番号12。右投。
右投げのアンダースローで球威はないが徹底して低めに投げる。そばかすでにやけ顔で、春夏からはフォームも顔も厄介と表された。準々決勝まではリリーフ含め9回を投げ1失点と安定した成績を残しており、明青相手には南郷にソロホームラン、走一郎と今川のタイムリー2回で7回3失点。
小木（おぎ）
声 - 岡野友佑
遊撃手。打順は2番。左打。
大会1の盗塁数の俊足。初回に四球を選び、先発の武下のことを牽制もクイックも並以下と見下して大きいリードをとっていたが走一郎からの一塁送球でアウトになった。
増井（ますい）
中堅手。打順は1番。
澤村（さわむら）
一塁手。打順は3番。左投左打。
河本（かわもと）
捕手。打順は4番。右投。
阿川（あがわ）
二塁手。打順は5番。右投。
井ノ上（いのうえ）
左翼手。打順は6番。右打。
加藤（かとう）
三塁手。打順は7番。右投。
吉田（よしだ）
右翼手。打順は8番。右投。
塚本（つかもと）
投手。背番号1。右投げ。
エース投手。明青戦では8回裏を2、3、4番を三人で締めていたが、9回裏一死で四球の後平尾のゲッツー処理の時にマウンドから降りた際、足をつって折れ込んでしまった。アニメでは足の違和感を8回にマウンドから下がるときに感じており、9回に入念な屈伸をしていた。

### 東秀高校
『タッチ』では須見工にコールド負けしていたが今では昨年の夏の甲子園ベスト8の強豪校。準決勝では明青に延長14回でサヨナラ勝ち、決勝では勢南を3-2で下し夏の甲子園出場。甲子園では一回戦でいきなり優勝候補の大阪の光学館(こうがくかん)と対戦。三田が3安打に抑えるも不運な1点が勝敗を分け打線は5安打完封で1-0で敗退。その後、光学館は全試合二桁安打の猛打で甲子園を優勝したので、その試合が事実上の決勝戦と言われた。投馬2年時は三田不在で接戦続きの勝負を制してベスト4まで進出した。準決勝で健丈に3回同点に追いつくなど粘ったものの5-3で敗れベスト4。
三田 浩樹（みた ひろき）
声 - 遠藤大智
投馬たちが1年生の時の3年生。ポジションは投手。身長183cm、体重78㎏。左投げ左打ち。B型。プロ注目の選手。150km/h近くの速球、キレのあるスライダー、ツーシームを武器にしている。小学生まで野球よりも俊足で有名であり、今でも高校では記録に残っていないが三盗を仕掛けた際も監督から成功100％と確信したと評されるほど。
野球で勝つこと以上に野球自体が好きである。立花兄弟のことも中学3年生の都大会でノーヒットノーランを達成した試合を見ていたため以前から知っていた。対戦中、自分の投球フォームを参考に投馬が投球フォームを改良していった際も、焦る以上に喜んでいる。
ワガママで見栄っ張りな妹の亜里沙とは違い、礼儀正しく度量が広い。試合を通して相手の成長に期待をかけている節もある。立花兄弟からは対戦を経て敬意を抱かれ、赤井智仁からは小学生の時から憧れられている。
妹を大切に思っており、夏野が妹の悪口を言った時には音美曰く「ネットが間に無かったら殴られてた」というまでの怒りを珍しく見せた。自分ばかりが両親から期待される分妹には我慢をさせてしまう部分があるため、せめて自分の活躍を見せることで妹にも野球を楽しんでもらいたいと思っている、と同じく兄の立場にある智仁から推察される。
卒業後は大学野球で活躍中。
堀（ほり）
声 - 最上嗣生
監督。
投馬の底知れぬピッチングに驚いている。
米山（よねやま）
顧問。
前田（まえだ）
打順は1番。二塁手。右投げ右打ち。14回裏にエラーで三塁まで進むも、加賀がピッチャー正面の当たりになってしまいその際大きく飛び出してしまい併殺しかけるも、投馬が暴投したのでサヨナラのホームを踏んだ。
酒井（さかい）
打順は2番。中堅手。右投げ左打ち。
7回裏に痛烈なサードライナーを放った。
加賀（かが）
打順は3番。三塁手。右投げ右打ち。
14回裏にチャンスで打つもピッチャー正面の当たりになってしまうが、投馬が併殺時に三塁へ暴投してしまったため最後の打者になった。
谷（たに）
打順は4番。捕手。右投げ右打ち。
コースをからぶって餌をまき、ホームラン級のファールを打った走一郎のことをふざけた1年生と表した。
深堀（ふかぼり）
打順は5番。一塁手。左投げ左打ち。
7回裏に1、3塁で投馬の当たりをとらえるがピッチャー正面の当たりになりゲッツーになった。
有川（ありかわ）
打順は6番。右翼手。
投馬のことを「気味が悪い」と表した監督の発言を「褒め言葉だよな？」と三田に聞いた。
古賀（こが）
声 - 多田啓太
打順は7番。遊撃手。右投げ右打ち。
沖（おき）
打順は8番。左翼手。

### 飛竜北高校
かなりガラの悪い高校。
監督
夏大会は敗北したら退任することを校長に約束していた。

### 健丈高校
前身は、かつて野球の強豪校だった須見工業高校。工業科が廃止されたため、何年か前に校名が変わった。ユニフォームは須見工と同じ赤色で校名以外に変わったところはない。赤井智仁が2年生の現在で野球部は須見工時代から通算で創部60周年を迎えた。しかし、プロ入りした選手は大熊1人しかいない。
長年、明青学園と同じく、ただの参加校と見られていたが、60周年の節目に名門復活に向け、学校側が名門復活に取り組み、新監督と新入生の加入によって注目を集めだす。小宮山の監督就任から2年目で選抜に出場。投馬達2年目の夏は元々1年主体に新たな戦力が加わり変わらずな強さ。赤井以外にも4割打者が揃う強力打線が持ち味。決勝戦で投馬が投げない明青を3-1で下し東東京大会優勝。甲子園では準々決勝まで進出。雨の中遊撃手のエラーで1失点。チャンスの場面で赤井に回るもそこで雨天コールド負けという悔しい負け方を決した。
赤井 智仁（あかい ともひと）
声 - 鈴木達央
2年生。ポジションは一塁手。左投げ左打ち。
中学時代より注目されていたバッター。1年生から4番を任される。練習中にボールがフェンスを越えて無くなってしまうことが多かったため、フェンスを高くする工事が必要になるほどの長打力を誇る。1年生の東東京大会での明青学園との試合では、3打数2安打2打点1本塁打と活躍する。この大会での投馬の1失点はエラーによるもので、打点をあげたのは智仁のみである。
赤井遼の兄。立花家と同じく赤井家も子連れ同士の再婚であり、智仁が5歳で遼が4歳の時に義兄弟となる。
口が悪く、親しくない相手への当たりは特に強い。弟の見舞いに自宅に訪れた三田亜里沙に冷淡かつ辛辣に応対したことで、それを目の当たりにした投馬からの第一印象は極めて悪かった。だがチームメイトに対してはしっかりとした仲間意識をもって接しており、対戦した投馬に「やな奴」という認識を改められる。
現在遼との仲は悪いが、遼本人も忘れていた誕生日を記憶しているなど、根底には弟に対する情を持ち合わせている様子。幼いころは仲の良い兄弟だったが、弟の可愛がっていた飼い犬を散歩中に不注意で交通事故に遭わせてしまい、謝るタイミングを逃したことがきっかけとなり関係が拗れてしまっている。自分へのコンプレックスから辞めた野球を弟が再び始めようとしているのを知り、投馬に弟を野球部に勧誘するように頼む。引っ込み思案でいつも後ろに隠れていた弟が、自分を敵視し反発し合えるまで成長したことには複雑な思いを抱いている。この事故の後は犬が苦手になってしまっているが、犬からは好かれる。仲が良かったころの自分と遼と飼い犬の写真は、今でも写真立てに入れて机の上に置いている。
三田浩樹に小学生のころから憧れており、彼と対決できる数少ないチャンスの1年生の夏を初戦敗退でふいにしてしまったことで、一時軽いスランプに陥った。亜里沙が三田浩樹の妹であることに二度目の対面の際に気が付き、頼んだ三田浩樹のサインを亜里沙から喫茶店で受け取っているところを音美に目撃された。
兄弟、強打者、顔つきからクロスゲームの東と似た部分がある。
OBの大熊から「創部二人目の天才」と表現されている。
小宮山 新平（こみやま しんぺい）
声 - 武虎
健丈高校野球部の監督。かつては四国の名門野球部のコーチであったが、そこで鬼と呼ばれた名将と指導方針で衝突し、喧嘩して飛び出したところに健丈に声をかけられた。最初の2年は監督補佐として、都内の中学を自分の目と足で見て回って有望選手をピックアップし、そのうち5人を1年がかりで口説いて健丈に入学させ、同じ時期に晴れて正式に監督に就任した。
とぼけた顔立ちに反し積極的に勝ちを狙いに行くタイプの監督。ややブラックな冗談を言うこともあるが、教え子の叩く軽口にも気さくに応じるなど、信頼関係は堅い。
喜多（きた）
声 - 坂井易直
2年生。ポジションは投手。左投げ左打ち。
変則フォームとクセ球でタイミングの取りづらい投手。冷静沈着で勝ち方を知っていると小宮山監督に評される。
人相が悪く誤解されやすいが気骨のある性格。投馬に誤って死球を与えてしまった後で打順が回ってきた際、報復死球を恐れずにバッターボックスの本塁近くに立ち、三振を取った投馬に「ナイスボール」とコメントした。
寺本（てらもと）
声 - 岡野友佑
2年生。中堅手。右投げ左打ち。一番打者。
足が早いらしく、一塁から盗塁で進むため寺本の内野安打は長打と同じと監督に言われている。速球好き。
山路（やまじ）
声 - 長谷徳人
2年生。二塁手。右投げ右打ち。二番打者。
投馬の当たりをダイビングで止めた。
五代（ごだい）
遊撃手。五番打者。
轟（とどろき）
声 - 木村隼人
投馬たちが1年生の時の3年生。ポジションは右翼手。打順は3番。
大柄で口が悪い。他の野手に比べ守備範囲が狭く、東東京大会の明青学園との試合で打球を後逸し2者を生還させてしまう。小宮山監督曰く、監督補佐として訪れた2年前は低迷するチームの中で1人光る選手だったが、負け試合続きの日々に倦み2年生では練習に手を抜くようになっていたという。3年生になり新1年生の入部とともに輝きを取り戻し始めていた。この試合の9回裏2死からの攻撃で粘るも打ち取られ健丈は敗北する。一塁手前でうなだれていたところを赤井智仁に支えられ球場を去った。
大熊（おおくま）
須見工業高校野球部OB。『タッチ』からの再登場で、当時は2年生ながら新田の後の5番を任されていた。卒業後はプロ入りするも、1度も1軍登録をされることがなく2年で引退。その当時は怪我もしており、本人曰く「身の程知らずが背伸びして無理を重ねた結果」だと表現している。OBとしてよく健丈高校を訪れており、赤井智仁の実力を「創部二人目の天才」と高く評価している。
新田 明男（にった あきお）
須見工業高校野球部OB。『タッチ』では三塁手で4番バッターを務めた天才スラッガー。
大熊の1学年上。大熊からは『俺より数段上の天才』と表されていたが、大学進学の後も結局プロ入りはしなかった模様。西村監督の回想内で顔が登場。大会後原田、西村とともに朝倉南の観戦に鳥取のインターハイに行っていた。

### 立花家
立花 英介（たちばな えいすけ）
声 - 高木渉
元投手。右投右打。
投馬の実父で、走一郎と音美の義父。物語開始時点では41歳。明青学園高校野球部OBで、明青学園を甲子園優勝に導いたエース上杉達也の3学年下。学生時代の野球の腕は、万年控え投手止まりで、実際は代打での出場が多かった。かつては校内で有名なほど背番号1に憧れていたが3年生時に超高校生級の澤井に監督が背番号1を渡し、高校3年の背番号は12。準々決勝の栄新戦で澤井圭一が怪我をした際にマウンドへ上がり一時善戦するも、9回に勝ち越した後に力みまくって敗退する。上杉達也への憧れは強く、甲子園での勇姿が映ったビデオテープを大切にし、長年繰り返し見ていた。ビデオテープはついに擦り切れてしまったが、映像そのものは音美が事前にDVDへダビングしていたため無事である。投馬2年時の準決勝を観戦中にトイレで心筋梗塞を発症し、投馬が西村にホームランを打たれた時刻に病死。身元を証明するものを持っていなかったため、家に報告が行ったのはその日の夕方になった。これにより、家族内で血縁関係がない人物は投馬だけになった。
立花 真弓（たちばな まゆみ）
声 - 井上喜久子
投馬の義母で、走一郎と音美の実母。マイペースでざっくばらんとしており、やや複雑な家庭環境を周囲の人々にオープンにしている。投馬に走一郎や音美を明るい性格にしてくれたと感謝している。
前夫の圭一は高校時代をほとんど語らず、野球部に所属していたことも聞かされなかった。偶然にも、圭一の先輩である英介と再婚した。野球はルールを知らないほどだったが、徐々に興味を持ってきている。
澤井 圭一（さわい けいいち）
声 - 内田夕夜
真弓の前夫で、走一郎と音美の実父。故人。明青学園高校野球部OBであり、英介と大山監督の2学年下の後輩にあたる。1年生ながら背番号1を任され、甲子園で優勝した後の明青学園高校野球部の投手の中ではNo.1と期待されていた。それまで無失点だったが、東東京大会準々決勝で無失点に抑えて来た7回、ベースカバーに入った一塁上でランナーの千本木と交錯し、利き腕をスパイクされ靱帯を断裂してしまう。2度とマウンドに戻ることはなかったものの、その後も卒業するまでマネージャーとして変わらぬ笑顔で野球部を支えていた。
だが妻の真弓には野球部での活動は一切語っていなかった。走一郎にも野球が下手だったとごまかして、キャッチボールの相手をすることもなかったという。その後英介と大山監督から、気持ちはわからんでもないとその際の思いを偲ばれる。ただし走一郎と音美、特に走一郎にはもう少し大きくなったら伝えたいことがいっぱいあったはずだとも英介は考えている。死因は不明。
立花 尚子
英介の前妻で、投馬の実母。投馬が3歳のころに他界。高校時代はソフトボールの投手で全国大会準優勝に導いたと英介が語っている。かつて異名があったらしいが不明。
パンチ
声 - 日髙のり子（幼犬時）、金光宣明（成犬時）
音美が友達の家から譲り受けた犬。容姿は『タッチ』や『H2』に登場したパンチと似ている。音美の夢の中に出てきた人物（あだち充）によって命名。初めは小さな子犬だったが、他のパンチ同様丸々とした体格に成長する。
原田 正平（はらだ しょうへい）
声 - 銀河万丈
記憶喪失の男。車にはねられそうになった音美をかばったことをきっかけに立花家の居候となる。この事故の1か月ほど前から名前すら思い出せないまま放浪していた。現在は警察に届け出をして立花家が身元引受人となっているものの、依然身元は不明。学生時代の彼を知る者から原田正平であることに気づかれるが、未だ恨みの消えない間柄だったために声をかけられることはなかった。喫茶店ドラゴンによく通っている。勢南対明青の試合中に自分の名前を知るも記憶はまだ戻っていないためらしいとしか言えないとのこと。秋大会では事故で指を2本折った投馬の指を腕相撲で全部折り、音美初め明青ファンに恨まれることになり立花家を出て、また放浪の旅に出る。
『タッチ』の登場人物で、同作では上杉達也の同級生の友人として登場。明青学園OBでボクシング部部長。学校のかつての記録は何故かほとんど破棄されていた。

### その他の登場人物
間崎 竜一（まさき りゅういち）
声 - 中村大樹
元ラーメン屋ドラゴンの店長。本人曰く、甲子園で優勝した明青学園に感動し、母校でもないのに応援に明け暮れて以前にやっていた喫茶店を潰してしまい、ラーメン屋を開業し直したとのこと。最近、野球部を応援する時間を確保するために、ラーメン屋を喫茶店に戻した。かなりの資産家でラーメン屋や喫茶店は道楽でやっているらしい。
同作者で『タッチ』と世界観を同じくし、本作に要素がミックスされている『みゆき』にも同一人物と考えて差し支えない外見の間崎竜一が登場する。『みゆき』の間崎竜一は喫茶店ドラゴンの息子で達也らより少し上の世代。
「生まれも育ちもこの辺」だといい、『みゆき』の舞台と『タッチ』の舞台は近所の設定だが、『みゆき』の喫茶店ドラゴンとこのドラゴンが同一の地点かは明言されていない。
月影 渚（つきかげ なぎさ）
声 - 篠原恵美
月影渚はペンネームで、本名は大山 みどり（おおやま みどり）。大山吾郎の妻で春夏の母。売れっ子小説家で、執筆に集中するため、夫と別居しているが、離婚はしていない。高校野球に興味が薄く大山監督の指導者としての仕事を評価していない。夫の世話を春夏に任せている。小説家らしく理知的なように見えて実は豪快な性格で、大山監督とは似た者夫婦。
ギャグ描写の範疇だが、非常に喧嘩の腕が立つ。
表裏（ひょうり）
声 - 宇垣秀成
解説。アニメでは51歳。
見た目は「クロスゲーム」に登場した警官と瓜二つ。よくおもてうらと呼び間違えられる。明青を完全試合をくらっていることを理由に試合前に明青がどんな負けかたをするのか楽しみと発言するなど明青を当初見下していた。試合中は東秀びいきの発言が多いが、読みや予測がことごとく外れているが、延長でがむしゃらだった投馬のフォームが途中から三田のフォームと同じになったことに気づいた。このでたらめな実況は「H2」に登場した車を彷彿とさせる。
森（もり）
声 - 樫井笙人
実況。アニメでは12年目。
表裏と違い公平に実況するが、表裏の発言に言葉が詰まることも。
あだち充
作者本人。この作品内では丸眼鏡をかけており、よく身の丈の長さのGペンを背に持っている。
原田正平の家族
声 - 鈴木れい子（母）、平松晶子（姉）
原田正平の母親と姉。『タッチ』からの再登場。
姉は40過ぎに結婚したがすぐ離婚して姪と実家暮らし。
カンナ
声 - 藤田咲
原田の姪（姉の子）。『タッチ』に登場した従妹と瓜二つの風貌。ポセイドンという大型犬を飼っている。原田が投馬の指を折ったことに家に苦情の電話が殺到していることを投馬に伝えた。

## 書誌情報
- あだち充『MIX』 小学館〈ゲッサン少年サンデーコミックス〉 既刊23巻（2025年2月12日現在）
  1. 2012年10月12日発売[29]、ISBN 978-4-09-123867-2
  2. 2013年3月12日発売[30]、ISBN 978-4-09-124120-7
  3. 2013年8月12日発売[31]、ISBN 978-4-09-124393-5
  4. 2014年1月10日発売[32]、ISBN 978-4-09-124593-9
  5. 2014年6月12日発売[33]、ISBN 978-4-09-124759-9
  6. 2014年12月12日発売[34]、ISBN 978-4-09-125490-0
  7. 2015年6月12日発売[35]、ISBN 978-4-09-126149-6
  8. 2015年12月12日発売[36]、ISBN 978-4-09-126599-9
  9. 2016年6月10日発売[37]、ISBN 978-4-09-127239-3
  10. 2016年12月12日発売[38]、ISBN 978-4-09-127468-7
  11. 2017年6月12日発売[39]、ISBN 978-4-09-127629-2
  12. 2018年2月9日発売[40]、ISBN 978-4-09-128155-5
  13. 2018年8月9日発売[41]、ISBN 978-4-09-128478-5
  14. 2019年2月12日発売[42]、ISBN 978-4-09-128858-5
  15. 2019年8月8日発売[43]、ISBN 978-4-09-129366-4
  16. 2020年2月12日発売[44]、ISBN 978-4-09-129709-9
  17. 2021年2月12日発売[45]、ISBN 978-4-09-850451-0
  18. 2021年12月10日発売[46]、ISBN 978-4-09-850825-9
  19. 2022年7月12日発売[47]、ISBN 978-4-09-851191-4
  20. 2023年2月10日発売[48]、ISBN 978-4-09-851602-5
  21. 2023年9月12日発売[49]、ISBN 978-4-09-852818-9
  22. 2024年5月10日発売[50]、ISBN 978-4-09-853315-2
  23. 2025年2月12日発売[51]、ISBN 978-4-09-853853-9

## テレビアニメ
2018年8月3日にテレビアニメ化が発表された。1ST SEASONは2019年4月から9月まで、読売テレビ・日本テレビ系列ほかにて放送された。
ナレーションは、幼犬時のパンチ役であり、『タッチ』で浅倉南役を演じた日髙のり子。また、浅倉南のネタをもつ芸人のいとうあさこが毎話様々なキャラクターで登場する。
2ND SEASONは2022年8月6日に製作が発表された。『MIX MEISEI STORY 2ND SEASON 〜二度目の夏、空の向こうへ〜』のタイトルで、2023年4月から9月まで、読売テレビ・日本テレビ系列ほかにて放送された。

### スタッフ
|                                                             | 1ST SEASON                                                                   | 2ND SEASON                     |
| ----------------------------------------------------------- | ---------------------------------------------------------------------------- | ------------------------------ |
| 原作                                                        | あだち充                                                                     | あだち充                       |
| 監督                                                        | 渡部穏寛                                                                     | 神谷智大                       |
| 企画・チーフプロデューサー                                  | 永井幸治                                                                     | 永井幸治                       |
| チーフプロデューサー                                        |                                                                              | 備前島幹人、高澤邦仁、釜秀樹   |
| プロデューサー                                              | 伊藤香織                                                                     | 伊藤香織                       |
| プロデューサー                                              | N/A                                                                          | 汐口武史、近藤秀峰、森下勝司   |
| シリーズ構成                                                | 冨岡淳広                                                                     | 冨岡淳広                       |
| キャラクターデザイン                                        | 牧孝雄                                                                       | 牧孝雄                         |
| プロップデザイン                                            | 佐藤和巳                                                                     | N/A                            |
| アクション作画監督                                          | 松田真路                                                                     | 松田真路                       |
| アクション作画監督                                          | N/A                                                                          | 興村忠美                       |
| 美術設定                                                    | 綱頭瑛子                                                                     | N/A                            |
| 美術監督                                                    | 緒続学                                                                       | 荒井和浩                       |
| 色彩設計                                                    | 林由稀                                                                       | 近藤直登                       |
| 撮影監督                                                    | 並木智                                                                       | 柚木脇達己                     |
| 3DCGディレクター（1ST SEASON） CGディレクター（2ND SEASON） | 瀬尾太（第1話 - 第13話）、 小出秀治（第14話 - 第24話）                       | 小出秀治                       |
| 編集                                                        | 小島俊彦                                                                     | 小島俊彦                       |
| 音響監督                                                    | 亀山俊樹                                                                     | 亀山俊樹                       |
| 音響効果                                                    | 野崎博樹                                                                     | 野崎博樹、小林亜依里           |
| 音楽                                                        | 住友紀人                                                                     | 住友紀人                       |
| アニメーションプロデューサー                                | 児島宏明                                                                     | 増田克人                       |
| アニメーション制作                                          | OLM TEAM KOJIMA                                                              | OLM Team Masuda                |
| スーパーバイザー                                            | 諏訪道彦、 久保雅一（第1話 - 第14話）、 盛武源（第15話 - 第24話）、 奥野敏聡 | N/A                            |
| 制作                                                        | 読売テレビ、 小学館集英社プロダクション                                      | MIX MEISEI STORY製作委員会2023 |

### 主題歌

#### オープニングテーマ
「イコール」
sumikaによる楽曲。1ST SEASON第1話から第13話まで使用。作詞・作曲は片岡健太。
「VS」
ポルノグラフィティによる楽曲。1ST SEASON第14話から第24話まで使用。作詞・作曲は新藤晴一、編曲は近藤隆史と田中ユウスケ。
「Starting Over」
sumikaによる楽曲。2ND SEASON第1話から使用。作詞・作曲は片岡健太、編曲はトオミヨウとsumika。
「アマリリス」
BLUE ENCOUNTによる楽曲。作詞・作曲は田邊駿一。

#### エンディングテーマ
「君に届くまで」
Little Glee Monsterによる楽曲。1ST SEASON第1話から第13話まで使用。作詞はいしわたり淳治、作曲は水野良樹、編曲は島田昌典。
「君に伝えたストーリー」
Qyotoによる楽曲。1ST SEASON第14話から第24話まで使用。作詞は中園勇樹、作曲はQyotoと宮崎諒、編曲はQyotoと鶴澤夢人。
「ハルノオト」
miwaによる楽曲。2ND SEASON第1話から使用。作詞・作曲はmiwa、編曲はNAOKI-T。
「今この瞬間を」
Little Glee Monsterによる楽曲。作詞はコヤマヒデカズ、作曲はRaizo.W、編曲はKOHD。

#### 挿入歌
『タッチ』に関係のある楽曲が使用されている。作曲は芹澤廣明。
「タッチ」
1ST SEASON第2話、第5話、第19話、第24話で使用。協力は青山学院高等部ブラスバンド部（第2話、第5話、第20話）、および天理楽器コミュニティ吹奏楽団 橿ママブラス（第24話）。
「明青学園応援歌」
1ST SEASON第7話、第19話で使用。

### 各話リスト
| 話数       | サブタイトル             | 脚本       | 絵コンテ     | 演出              | 作画監督                                                                                         | 総作画監督 | 初放送日      |            |            |            |            |            |            |            |            |            |            |            |            |            |            |            |            |            |
| 1ST SEASON | 1ST SEASON               | 1ST SEASON | 1ST SEASON   | 1ST SEASON        | 1ST SEASON                                                                                       | 1ST SEASON | 1ST SEASON    | 1ST SEASON | 1ST SEASON | 1ST SEASON | 1ST SEASON | 1ST SEASON | 1ST SEASON | 1ST SEASON | 1ST SEASON | 1ST SEASON | 1ST SEASON | 1ST SEASON | 1ST SEASON | 1ST SEASON | 1ST SEASON | 1ST SEASON | 1ST SEASON | 1ST SEASON |
| ---------- | ------------------------ | ---------- | ------------ | ----------------- | ------------------------------------------------------------------------------------------------ | ---------- | ------------- | ---------- | ---------- | ---------- | ---------- | ---------- | ---------- | ---------- | ---------- | ---------- | ---------- | ---------- | ---------- | ---------- | ---------- | ---------- | ---------- | ---------- |
| 第1話      | 明青のエース             | 冨岡淳広   | 渡部穏寛     | 渡部穏寛          | 西村広 角谷知美                                                                                  | 牧孝雄     | 2019年 4月6日 |            |            |            |            |            |            |            |            |            |            |            |            |            |            |            |            |            |
| 第2話      | おれが兄貴でおまえが弟   | 樋口達人   | 渡部穏寛     | 石田暢            | 北村友幸 小菅和久                                                                                | 牧孝雄     | 4月13日       |            |            |            |            |            |            |            |            |            |            |            |            |            |            |            |            |            |
| 第3話      | 明青学園なんて           | 福嶋幸典   | 渡部穏寛     | 柴田匠            | 広岡トシヒト 繁田亨 新村杏子 太田慎之介                                                          | 烏宏明     | 4月20日       |            |            |            |            |            |            |            |            |            |            |            |            |            |            |            |            |            |
| 第4話      | 交換してえなァ           | 山田健一   | 山中祥平     | 山中祥平          | 角谷知美 井戸田あかね 菅原美幸                                                                   | 髙田晴仁   | 4月27日       |            |            |            |            |            |            |            |            |            |            |            |            |            |            |            |            |            |
| 第5話      | ピッチャーだろ？         | 山田健一   | 筆坂明規     | 筆坂明規          | 細田沙織 西村広                                                                                  | 牧孝雄     | 5月4日        |            |            |            |            |            |            |            |            |            |            |            |            |            |            |            |            |            |
| 第6話      | 春がくれば               | 冨岡淳広   | 久慈悟郎     | 久慈悟郎          | 小川浩司 吉田肇 飯泉俊臣                                                                         | 烏宏明     | 5月11日       |            |            |            |            |            |            |            |            |            |            |            |            |            |            |            |            |            |
| 第7話      | 心配？                   | 北条千夏   | 渡部穏寛     | 渡部穏寛 宮澤良太 | 北村友幸 広岡トシヒト 佐藤和巳                                                                   | 髙田晴仁   | 5月18日       |            |            |            |            |            |            |            |            |            |            |            |            |            |            |            |            |            |
| 第8話      | うちのお兄ちゃん         | 樋口達人   | 渡部穏寛     | 石田暢            | 新村杏子 太田慎之介                                                                              | 牧孝雄     | 5月25日       |            |            |            |            |            |            |            |            |            |            |            |            |            |            |            |            |            |
| 第9話      | 大ニュースでしょ         | 福嶋幸典   | 渡部穏寛     | 柴田匠            | 菅原美幸 角谷知美 井戸田あかね                                                                   | 烏宏明     | 6月1日        |            |            |            |            |            |            |            |            |            |            |            |            |            |            |            |            |            |
| 第10話     | ただの散歩               | 北条千夏   | 山田卓       | 山田卓            | 西村広 繁田亨 細田沙織                                                                           | 髙田晴仁   | 6月8日        |            |            |            |            |            |            |            |            |            |            |            |            |            |            |            |            |            |
| 第11話     | 投げてみろ               | 山田健一   | 久慈悟郎     | 久慈悟郎          | 広岡トシヒト 楠木智子 佐藤和巳                                                                   | 牧孝雄     | 6月15日       |            |            |            |            |            |            |            |            |            |            |            |            |            |            |            |            |            |
| 第12話     | なめてませんか           | 樋口達人   | 山中祥平     | 山中祥平          | 角谷知美 井戸田あかね 菅原美幸                                                                   | 烏宏明     | 6月22日       |            |            |            |            |            |            |            |            |            |            |            |            |            |            |            |            |            |
| 第13話     | 兄弟だから               | 冨岡淳広   | 筆坂明規     | 筆坂明規          | 西村広 繁田亨 北村友幸 福島豊明                                                                  | 髙田晴仁   | 6月29日       |            |            |            |            |            |            |            |            |            |            |            |            |            |            |            |            |            |
| 第14話     | 負けてます               | 福嶋幸典   | 渡部穏寛     | 石田暢            | 太田慎之介 新村杏子 広岡トシヒト 楠木智子                                                        | 牧孝雄     | 7月13日       |            |            |            |            |            |            |            |            |            |            |            |            |            |            |            |            |            |
| 第15話     | あの顔が見たくて         | 山田健一   | 渡部穏寛     | 是本晶            | 小野ひろみ 佐藤和巳 細田沙織                                                                     | 烏宏明     | 7月20日       |            |            |            |            |            |            |            |            |            |            |            |            |            |            |            |            |            |
| 第16話     | 活気があって             | 冨岡淳広   | 柴田匠       | 柴田匠            | 菅原美幸 井戸田あかね 角谷知美                                                                   | 髙田晴仁   | 7月27日       |            |            |            |            |            |            |            |            |            |            |            |            |            |            |            |            |            |
| 第17話     | やっぱりだれかに         | 樋口達人   | 久慈悟郎     | 久慈悟郎          | 西村広 広岡トシヒト 北村友幸                                                                     | 牧孝雄     | 8月3日        |            |            |            |            |            |            |            |            |            |            |            |            |            |            |            |            |            |
| 第18話     | こんな雨の日に           | 北条千夏   | 渡部穏寛     | 渡部穏寛          | 繁田亨 新村杏子 小川茜 山田佳奈莉                                                                | 烏宏明     | 8月10日       |            |            |            |            |            |            |            |            |            |            |            |            |            |            |            |            |            |
| 第19話     | うらやましいか？         | 福嶋幸典   | 山中祥平     | 是本晶 渡部穏寛   | 角谷知美 菅原美幸 井戸田あかね 廣田茜 稲手遥香                                                   | 髙田晴仁   | 8月17日       |            |            |            |            |            |            |            |            |            |            |            |            |            |            |            |            |            |
| 第20話     | 神頼みなんですね         | 北条千夏   | 筆坂明規     | 筆坂明規          | 佐藤和巳 小野ひろみ 繁田亨 細田沙織 広岡トシヒト                                                 | 牧孝雄     | 8月24日       |            |            |            |            |            |            |            |            |            |            |            |            |            |            |            |            |            |
| 第21話     | もしも…                  | 樋口達人   | 久慈悟郎     | 久慈悟郎          | 西村広 太田慎之介 広岡トシヒト 北村友幸 楠木智子                                                 | 烏宏明     | 8月31日       |            |            |            |            |            |            |            |            |            |            |            |            |            |            |            |            |            |
| 第22話     | 妹思いなんですよ         | 山田健一   | 柴田匠       | 柴田匠            | 角谷知美 廣田茜 菅原美幸 稲手遥香 井戸田あかね                                                   | 髙田晴仁   | 9月7日        |            |            |            |            |            |            |            |            |            |            |            |            |            |            |            |            |            |
| 第23話     | 時間の問題だな           | 山田健一   | 渡部穏寛     | 石田暢            | 繁田亨 新村杏子 広岡トシヒト 宮崎麻美 小野ひろみ                                                 | 烏宏明     | 9月14日       |            |            |            |            |            |            |            |            |            |            |            |            |            |            |            |            |            |
| 第24話     | 似てると思わないか？     | 冨岡淳広   | 渡部穏寛     | 渡部穏寛          | 太田慎之介 佐藤和巳 小川茜 烏宏明 角谷知美 北村友幸 近藤瑠衣                                     | 牧孝雄     | 9月28日       |            |            |            |            |            |            |            |            |            |            |            |            |            |            |            |            |            |
| 2ND SEASON |                          |            |              |                   |                                                                                                  |            |               |            |            |            |            |            |            |            |            |            |            |            |            |            |            |            |            |            |
| 第1話      | よろしく頼むわ           | 冨岡淳広   | 神谷智大     | 伊藤史夫          | 成元鎔 朴佳連 曺暻柱                                                                             | 趙雅羅     | 2023年 4月1日 |            |            |            |            |            |            |            |            |            |            |            |            |            |            |            |            |            |
| 第2話      | おれに構うな             | 山田健一   | 森川滋       | 和田卓也          | 和田卓也 中山裕美 牧孝雄 新村杏子                                                                | 一居一平   | 4月8日        |            |            |            |            |            |            |            |            |            |            |            |            |            |            |            |            |            |
| 第3話      | 何月だと思ってんだ!?     | 北条千夏   | のなかかずみ | 伊藤史夫          | 成元鎔 金大勳 朴佳連 曺暻柱                                                                      | 趙雅羅     | 4月15日       |            |            |            |            |            |            |            |            |            |            |            |            |            |            |            |            |            |
| 第4話      | あいつをくどけ           | 森地夏美   | 大宅光子     | 中村憲由          | 飯飼一幸 松下清志 佐藤哲也 鎌田耕一 白石悟 鈴木信一                                              | 空流辺広子 | 4月22日       |            |            |            |            |            |            |            |            |            |            |            |            |            |            |            |            |            |
| 第5話      | なんだ？不審者           | 福嶋幸典   | 森川滋       | 江島泰男          | 袴田裕二 金正男 慧敏 瑞木晶 西本真吾 鈴木信一 寿門堂                                             | 空流辺広子 | 4月29日       |            |            |            |            |            |            |            |            |            |            |            |            |            |            |            |            |            |
| 第6話      | 夢じゃない               | 冨岡淳広   | 大原実       | 白石道太          | TrippleA                                                                                         | 一居一平   | 5月6日        |            |            |            |            |            |            |            |            |            |            |            |            |            |            |            |            |            |
| 第7話      | ただの練習試合だろ？     | 山田健一   | 西森章       | 伊藤史夫          | 趙雅羅 朴佳蓮 曺暻柱                                                                             | 一居一平   | 5月13日       |            |            |            |            |            |            |            |            |            |            |            |            |            |            |            |            |            |
| 第8話      | あれがエースだよ         | 森地夏美   | 吉川博明     | 森田侑希          | 五十嵐俊介 南伸一郎 Kプロダクション                                                              | 空流辺広子 | 5月20日       |            |            |            |            |            |            |            |            |            |            |            |            |            |            |            |            |            |
| 第9話      | 勝負！                   | 北条千夏   | もりたけし   | 中村憲由          | 飯飼一幸 松下清志 鎌田耕一 白石悟                                                                | 牧孝雄     | 5月27日       |            |            |            |            |            |            |            |            |            |            |            |            |            |            |            |            |            |
| 第10話     | なめるなよ！             | 福嶋幸典   | 大原実       | 松永昌弘          | 前田義宏 西田美弥子 鈴木信一 金基燁 金鐘範 柳昇希 許成珠 UEC                                     | 空流辺広子 | 6月3日        |            |            |            |            |            |            |            |            |            |            |            |            |            |            |            |            |            |
| 第11話     | 見なかったことにしようか | 北条千夏   | 松永昌弘     | 伊藤史夫          | 趙雅羅 朴佳連 曺暻柱 成元鎔 金大勳                                                               | 一居一平   | 6月10日       |            |            |            |            |            |            |            |            |            |            |            |            |            |            |            |            |            |
| 第12話     | 呼んだんですよ           | 山田健一   | 永島昭子     | ひのたかふみ      | Lee Seongjae Kim Suho                                                                            | 一居一平   | 6月17日       |            |            |            |            |            |            |            |            |            |            |            |            |            |            |            |            |            |
| 第13話     | この季節には             | 森地夏美   | 吉川博明     | 江島泰男          | 明光 景園 龍光                                                                                   | -          | 6月24日       |            |            |            |            |            |            |            |            |            |            |            |            |            |            |            |            |            |
| 第14話     | PART2                    | 福嶋幸典   | 西森章       | 布施康之          | Kim Myoung-Sim Klm Soo-Ho Lee Sung-Jae                                                           | 一居一平   | 7月8日        |            |            |            |            |            |            |            |            |            |            |            |            |            |            |            |            |            |
| 第15話     | えいしん？               | 北条千夏   | 永島昭子     | 小島隆史          | 新村杏子 金基燁 金鐘範                                                                           | 牧孝雄     | 7月15日       |            |            |            |            |            |            |            |            |            |            |            |            |            |            |            |            |            |
| 第16話     | 全力プレーだ！           | 森地夏美   | もりたけし   | 伊藤史夫          | 趙雅羅 朴佳蓮 曺暻柱 成元鎔範                                                                    | 趙雅羅     | 7月22日       |            |            |            |            |            |            |            |            |            |            |            |            |            |            |            |            |            |
| 第17話     | 特別だよな               | 山田健一   | 大原実       | 吉村朝陽          | TrippleA                                                                                         | 一居一平   | 7月29日       |            |            |            |            |            |            |            |            |            |            |            |            |            |            |            |            |            |
| 第18話     | あれは・・・・誰だ？     | 福嶋幸典   | 西森章       | 中村憲由          | 鎌田耕一 森悦史 白石悟 飯飼一幸 松下清志 鈴木信一 新村杏子                                       | -          | 8月5日        |            |            |            |            |            |            |            |            |            |            |            |            |            |            |            |            |            |
| 第19話     | いい顔してますね         | 山田健一   | 松永昌弘     | 神谷智大 松永昌弘 | 飯飼一幸 南伸一郎 高橋こう平 鎌田耕一 鈴木信一 新村杏子 加藤健二                                 | 牧孝雄     | 8月12日       |            |            |            |            |            |            |            |            |            |            |            |            |            |            |            |            |            |
| 第20話     | ベストゲームだよ         | 森地夏美   | 吉川博明     | 伊藤史夫          | 趙雅羅 朴佳蓮 曺暻柱 加藤健二 堀澤聡志                                                           | 趙雅羅     | 8月19日       |            |            |            |            |            |            |            |            |            |            |            |            |            |            |            |            |            |
| 第21話     | あとひとつ               | 北条千夏   | 西森章       | 江島泰男          | Kim Suho Lee Seongjae                                                                            | 一居一平   | 9月2日        |            |            |            |            |            |            |            |            |            |            |            |            |            |            |            |            |            |
| 第22話     | 変わりなく               | 福嶋幸典   | 大原実       | 森田侑希          | 五十嵐俊介 Kプロダクション                                                                       | -          | 9月9日        |            |            |            |            |            |            |            |            |            |            |            |            |            |            |            |            |            |
| 第23話     | やだよ                   | 森地夏美   | 神谷智大     | 布施康之          | Lee Sung-Jae Kim Soo-Ho Kim Myoung-Sim                                                           | 一居一平   | 9月16日       |            |            |            |            |            |            |            |            |            |            |            |            |            |            |            |            |            |
| 第24話     | 頼んだぞ                 | 冨岡淳広   | 永島昭子     | ひのたかふみ      | 新村杏子 鈴木信一 加藤健二 金元会 ひのたかふみ 松井芳彦 増井宏行 Studio Bus 金基燁 金鐘範 姜美愛 | 牧孝雄     | 9月23日       |            |            |            |            |            |            |            |            |            |            |            |            |            |            |            |            |            |

### 放送局
| 放送期間                   | 放送時間           | 放送局                                                                          | 対象地域 | 備考                         |
| -------------------------- | ------------------ | ------------------------------------------------------------------------------- | -------- | ---------------------------- |
| 2019年4月6日 - 9月28日     | 土曜 17:30 - 18:00 | 読売テレビ（制作局）・日本テレビ（制作協力） ほか日本テレビ系列フルネット全27局 | 日本国内 | 連動データ放送               |
|                            |                    | 福井放送                                                                        | 福井県   | 連動データ放送               |
| 2019年4月7日 - 9月29日     | 日曜 7:00 - 7:30   | テレビ大分                                                                      | 大分県   |                              |
| 2019年5月28日 - 11月5日    | 火曜 19:00 - 19:30 | アニマックス                                                                    | 日本全域 | BS/CS放送 / リピート放送あり |
| 全放送局で字幕放送を実施。 |                    |                                                                                 |          |                              |

| 配信開始日   | 配信時間        | 配信サイト     | 備考           |
| ------------ | --------------- | -------------- | -------------- |
| 2019年4月6日 | 土曜 18:00 更新 | ytv MyDo! TVer | 無料見逃し配信 |

| 放送期間                   | 放送時間           | 放送局                                                    | 対象地域 | 備考           |
| -------------------------- | ------------------ | --------------------------------------------------------- | -------- | -------------- |
| 2023年4月1日 - 9月23日     | 土曜 17:30 - 18:00 | 読売テレビ（製作参加） ほか日本テレビ系列フルネット全27局 | 日本国内 | 連動データ放送 |
|                            |                    | 福井放送                                                  | 福井県   | 連動データ放送 |
| 2023年4月2日 - 9月24日     | 日曜 7:00 - 7:30   | テレビ大分                                                | 大分県   |                |
| 全放送局で字幕放送を実施。 |                    |                                                           |          |                |

| 配信開始日                         | 配信時間        | 配信サイト                                                 | 備考           |
| ---------------------------------- | --------------- | ---------------------------------------------------------- | -------------- |
| 2023年4月1日                       | 土曜 18:00 更新 | TVer                                                       | 無料見逃し配信 |
|                                    |                 | Hulu dTV アニメタイムズ （ Amazon Prime Video チャンネル） | [ 69 ]         |
| 上記以外の配信サイトでも順次配信。 |                 |                                                            |                |

### BD / DVD
| 巻 | 発売日         | 収録話          | 規格品番     | 規格品番     |
| 巻 | 発売日         | 収録話          | BD限定版     | DVD限定版    |
| -- | -------------- | --------------- | ------------ | ------------ |
| 1  | 2019年9月25日  | 第1話 - 第12話  | ANZX-13061/4 | ANZB-13061/4 |
| 2  | 2019年12月25日 | 第13話 - 第24話 | ANZX-13065/8 | ANZB-13065/8 |

| 巻 | 発売日         | 収録話          | 規格品番     | 規格品番     |
| 巻 | 発売日         | 収録話          | BD限定版     | DVD限定版    |
| -- | -------------- | --------------- | ------------ | ------------ |
| 1  | 2023年9月27日  | 第1話 - 第12話  | ANZX-16081/4 | ANZB-16081/4 |
| 2  | 2023年12月27日 | 第13話 - 第24話 | ANZX-16085/8 | ANZB-16085/8 |

| 読売テレビ制作・日本テレビ系列 土曜 17:30 - 18:00                                  | 読売テレビ制作・日本テレビ系列 土曜 17:30 - 18:00                                   | 読売テレビ制作・日本テレビ系列 土曜 17:30 - 18:00                 |
| 前番組                                                                             | 番組名                                                                              | 次番組                                                            |
| ---------------------------------------------------------------------------------- | ----------------------------------------------------------------------------------- | ----------------------------------------------------------------- |
| 逆転裁判 〜その「真実」、異議あり！〜 2ND SEASON （2018年10月6日 - 2019年3月30日） | MIX （2019年4月6日 - 9月28日）                                                      | 僕のヒーローアカデミア（第4期） （2019年10月12日 - 2020年4月4日） |
| 僕のヒーローアカデミア（第6期） （2022年10月1日 - 2023年3月25日）                  | MIX MEISEI STORY 2ND SEASON 〜二度目の夏、空の向こうへ〜 （2023年4月1日 - 9月24日） | め組の大吾 救国のオレンジ （2023年9月30日 - 2024年3月23日）       |